# Trattenbach
Trattenbach är en ort och kommun  i Österrike. Den ligger i distriktet Neunkirchen i förbundslandet Niederösterreich, 80 kilometer sydväst om huvudstaden Wien.